# Tournoi World Port
Le Tournoi World Port (World Port Tournament) est une compétition internationale de baseball qui se déroule les années impaires à Rotterdam aux Pays-Bas, en alternance avec la Semaine de baseball de Haarlem.
Cinq sélections nationales participent à l'événement qui se joue au Familiestadion, le stade du DOOR Neptunus.
Cuba, vainqueur de quatre éditions, est en tête du palmarès devant les Pays-Bas.
Le 13e tournoi a lieu du 23 juin au 3 juillet 2011 et est remporté par Taïwan.

## Histoire
C'est Bram Peper, professeur de sociologie et alors maire de Rotterdam, qui crée le World Port Tournament après une visite de la Semaine de baseball de Haarlem en 1984 et un entretien avec le Dr. Oscar Ferdinand Mell, l'un des dix cubains les plus influents de l'époque, proche de Fidel Castro.
L'objectif était d'organiser un tournoi rassemblant des équipes de grandes villes portuaires mondiales et de servir les intérêts économiques de la ville de Rotterdam.
Le premier tournoi, organisé en 1985, est remporté par les cubains de La Havane devant les Orix Buffaloes de Kōbe. Il rassemble plus de 30 000 visiteurs. Les Pays-Bas prennent la 4e place. Gerard Vaandrager est le premier président du comité d'organisation.
Quatre ans plus tard, les Oranje remportent leur premier tournoi devant les Baltimore Johnny's.
En 1993, une équipe All Stars de la Ligue majeure de baseball participe au tournoi et le remporte.
En 1999, un nouveau stade, le Familiestadion, est inauguré par Bram Peper pour recevoir le tournoi de plus en plus populaire.
Depuis 2001, ce ne sont progressivement plus des clubs mais des sélections nationales qui participent au tournoi. Disputé tous les deux ans depuis 1985, à l'exception de 2005 où le tournoi est annulé en raison de l'accueil de la Coupe du monde par les Pays-Bas, il est devenu l'un des rendez-vous majeur du calendrier international de baseball, tout comme son événement sœur, la Semaine de baseball de Haarlem, dont le tournoi se déroule les années paires. À ce titre, il rentre en compte dans le calcul du Classement mondial de l'IBAF.

## Stitching Rotterdam Baseball
C'est le comité d'organisation du tournoi. Il se compose de:
| Nom               | Poste                   |
| ----------------- | ----------------------- |
| Jacques Van Steen | Président               |
| Esther Mirrer     | Secrétaire, Comm. et RP |
| Salco Herschberg  | Trésorier, Billetterie  |
| Jaap Noordenbos   | Affaires commerciales   |
| Aad Hoogwerf      | Affaires techniques     |
| Henk Medema       | Sécurité                |

## Format de compétition
Chaque équipe rencontre les quatre autres dans une poule au format round robin. Les deux premières se rencontrent en finale pour le titre.
Les matchs ont une durée de neuf manches, à l'exception des cas de figure où une équipe mène par plus de dix points d'écart à partir de la 7e manche. Le match est alors gagné par l'équipe menant en mercy rule.

## Palmarès
| Année        |               | Or        | Argent     | Bronze |
| ------------ | ------------- | --------- | ---------- | ------ |
| 1985 Détails | La Havane     | Kobe      | Dallas     |        |
| 1987 Détails | La Havane     | Taïwan    | Pays-Bas   |        |
| 1989 Détails | Pays-Bas      | Baltimore | La Havane  |        |
| 1991 Détails | Baltimore     | Canada    | La Havane  |        |
| 1993 Détails | MLB All Stars | Aruba     | Pays-Bas   |        |
| 1995 Détails | La Havane     | Pays-Bas  | Aruba      |        |
| 1997 Détails | Cuba          | Pays-Bas  | Taïwan     |        |
| 1999 Détails | Pays-Bas      | Cuba      | Sullivans  |        |
| 2001 Détails | Cuba          | Pays-Bas  | Italie     |        |
| 2003 Détails | Cuba          | Pays-Bas  | Taïwan     |        |
| 2007 Détails | Cuba          | Taïwan    | États-Unis |        |
| 2009 Détails | Cuba          | Pays-Bas  | Taïwan     |        |
| 2011 Détails | Taïwan        | Cuba      | Pays-Bas   |        |
| 2013 Détails | Cuba          | Pays-Bas  | Taïwan     |        |

## Tableau des médailles
| Rang | Pays       | Or | Argent | Bronze | Total |
| ---- | ---------- | -- | ------ | ------ | ----- |
| 1    | Cuba       | 8  | 2      | 2      | 12    |
| 2    | Pays-Bas   | 2  | 5      | 3      | 10    |
| 3    | États-Unis | 2  | 1      | 3      | 6     |
| 4    | Taïwan     | 1  | 2      | 3      | 6     |
| 5    | Aruba      | 0  | 1      | 1      | 2     |
| 6    | Canada     | 0  | 1      | 0      | 1     |
| 6    | Japon      | 0  | 1      | 0      | 1     |
| 8    | Italie     | 0  | 0      | 1      | 1     |